# Hải Bối
Hải Bối là một xã thuộc huyện Đông Anh thành phố Hà Nội, Việt Nam.

## Địa lý
Xã Hải Bối nằm ở phía tây nam của huyện Đông Anh, dọc bờ bắc sông Hồng, có vị trí địa lý:
- Phía đông giáp xã Vĩnh Ngọc
- Phía tây giáp xã Kim Chung và xã Võng La
- Phía nam giáp quận Tây Hồ
- Phía bắc giáp xã Kim Nỗ.

Xã Hải Bối có diện tích 8,26 km², dân số năm 2022 là 19.762 người, mật độ dân số đạt 2.392 người/km².

## Hành chính
Xã Hải Bối được chia thành 4 thônː Cổ Điển, Yên Hà, Đồng Nhân, Hải Bối và thôn Khu dân cư.

## Lịch sử
Năm 1821, khu vực xã Hải Bối hiện nay thuộc về các xã Cổ Điển, Đồng Nhân, Hải Bối và Yên Hà thuộc tổng Hải Bối, huyện Yên Lãng, phủ Tam Đới, tỉnh Sơn Tây.
Đầu năm 1946, xã Đồng Nhân, Kim Nỗ và Thọ Đa hợp nhất thành xã Văn Hiến, xã Cổ Điển, Hải Bối, An Hà hợp nhất thành xã Văn Phong thuộc huyện Đông Anh, tỉnh Phúc Yên.
Năm 1949, hợp nhất xã Văn Hiến và xã Văn Phong thành xã Thành Công thuộc huyện Đông Anh, tỉnh Phúc Yên gồm 6 thôn: Kim Nỗ, Thọ Đa, Đồng Nhân, Hải Bối, Cổ Điển, An Hà.
Tháng 3 năm 1955, xã Thành Công tách thành hai xã Thành Công (gồm 2 thôn: Kim Nỗ, Thọ Đa) và Anh Dũng (gồm 4 thôn: Đồng Nhân, Hải Bối, Cổ Điển, An Hà) thuộc huyện Đông Anh, tỉnh Vĩnh Phúc.
Ngày 20 tháng 4 năm 1961, Quốc hội ban hành Nghị quyết về việc sáp nhập xã Thành Công và xã Anh Dũng huyện Đông Anh, tỉnh Vĩnh Phúc vào thành phố Hà Nội quản lý.
Tháng 10 năm 1965, xã Anh Dũng đổi tên thành xã Hải Bối.

## Giao thông
Cầu Thăng Long từ hướng tây nam (phường Đông Ngạc), bắc qua sông Hồng và xã Võng La, cắt qua phần phía tây của Hải Bối.